# Reichenbach (Schmalkalden)
Reichenbach ist ein Ortsteil der Stadt Schmalkalden im Landkreis Schmalkalden-Meiningen in Thüringen.

## Lage
Reichenbach liegt nordöstlich der Kernstadt und ist über die Landesstraße 1026 und die Ortsverbindungsstraße zu erreichen. Die Flur des Dorfes ist am Südwestabhang des Seligthals hängig und mit Rainen durchsetzt. Auf den West- und Nordhängen sowie Bergen steht Wald.

## Geschichte
Am 10. August 1330 erfolgte erstmals die urkundliche Erwähnung des Dorfes Reichenbach im „Frankensteiner Kaufbrief“. Durch diesen Verkauf ging der Ort aus dem hersfeldischen Besitz der Herren von Frankenstein an die Grafen von Henneberg-Schleusingen und wurde dem Amt Schmalkalden angegliedert, welches seit 1360 zur Hälfte, ab 1583 vollständig zur Landgrafschaft Hessen (ab 1567 Landgrafschaft Hessen-Kassel) gehörte.
Die Bürger des Dorfes unterlagen laufenden politischen Unterstellungen. Sie lebten vom Ackerbau oder waren Bergleute in den Gruben am Stahlberg. Bis zum 19. Jahrhundert gab es zwei Stahlhämmer. Über die gesellschaftliche  Entwicklung des Dorfes gibt die Entwicklung der Bevölkerung einen Überblick: 1895 waren es 114 Personen; 1936 waren es 157; 1948 waren es 176 und 2012 sind es 133 Personen. 1978 wurde das Dorf in Schmalkalden eingemeindet.